# 239 a. C.
El año 239 a. C. fue un año del calendario romano prejuliano. En el Imperio romano se conocía como el año 515 ab urbe condita.

## Acontecimientos

### Cartago
- Preocupados por la generosidad de Amílcar Barca a la hora de perdonar a aquellos que habían capturado durante la guerra de los mercenarios y que esto animara a otros a desertar, Mato y Espendio ordenan la mutilación y ejecución de alrededor de setecientos prisioneros cartagineses, incluido Giscón. Con los mercenarios conjuntamenta culpables de estas atrociadades, los desertores no se atrevieron a enfrentarse a la justicia cartaginesa con Amílcar.
- Cartago es asediado por los ejércitos mercenarios, mientras la ciudad de Útica se rebela e intenta la secesión de Cartago. Cartago apela a Hierón II de Siracusa y a Roma en busca de ayuda contra los mercenarios. Sin embargo, los líderes mercenarios rechazan los esfuerzos de los mediadores romanos.
- Cerdeña se rebela contra Cartago y Roma aprovecha la oportunidad para anexionarse la isla.

### Corea
- Haemosu, quien es un descendiente del imperio de Gojoseon, establece el antiguo reino coreano de Bukbuyeo en lo que hoy en día es Manchuria.

### Grecia
- Antígono II Gonatas, rey de Macedonia, muere y lo sucede su hijo Demetrio II.
- Con Etolia ahora como su aliada, la Liga aquea bajo el mando de Arato de Sición ataca repetidamente a Atenas y Argos.

### Imperio seléucida
- Antíoco Hierax, hermano de Seleuco II Calinico y gobernador de la Anatolia seléucida, envía un ejército a Siria, con la excusa de asistir a Seleuco, pero en realidad para tomar el resto del Imperio. Después de lograr la paz con Egipto, Seleuco rápidamente invade Anatolia y comienza la guerra de los hermanos.

### Persia
- Diodoto de Bactria derrota un ejército de partos. Muere poco después y lo sucede su hijo Diodoto II.

### República romana
- Consulados de Cayo Mamilio Turrino y Quinto Valerio Faltón en la Antigua Roma.[1]

## Nacimientos
- Ennio, poeta romano.